# Hans Karl Heinrich von Trautzschen
Hans Karl Heinrich von Trautzschen (* 26. Juni 1730 in Camburg; † 26. Oktober 1812 in Dresden) war ein Dichter und Militärschriftsteller aus dem kursächsischen Heer.

## Leben
Hans Karl Heinrichs Vater war der kursächsische Hauptmann  Carl Heinrich von Trautzschen, Erbherr auf Wittgendorf; seine Mutter war Joh. Sophie Elisabeth, geb. von Langenau. Von seinem letzten Hofmeister Johann Gottlob Sauppe vorbereitet, besuchte er mit zwölf Jahren das Altenburger Gymnasium, trat aber schon 1745 mit 15 Jahren in das kursächsische Militär ein. Nach dem Tod des Vaters war von Trautzschen durch einen baldigen Konkurs gezwungen, das väterliche Rittergut, das bereits im 15. Jahrhundert der Stammsitz der Familie war, zu verkaufen.
Der junge von Trautzschen blieb beim sächsischen Militär und widmete sich dort in seiner verfügbaren Zeit der Wissenschaft und Literatur und tauschte sich in diesen Gebieten auch mit seinem Schwager, dem Oberst Friedrich Wilhelm von Gerstenberg, aus. Gesundheitlich seit 1761 angeschlagen, zog sich von Trautzschen nach dem Siebenjährigen Krieg (1756–1763) aus dem Militär und nach Ernstthal zurück. Dort legte er seine Kriegserfahrungen schriftlich nieder und beschäftigte sich mit dramatischen Arbeiten, die 1772–1774 in zwei Teilen veröffentlicht wurden.
Im Bayerischen Erbfolgekrieg (1778/1779) trat er erneut in sächsische Dienste und war im Generalstab tätig. Er wurde 1784 Platzmajor zu Dresden, Ende 1790 Oberstleutnant und Ende 1798 Oberst der Infanterie und Gouvernementsadjutant.
Mit seinem 1812 erfolgten Tod endet auch der Mannesstamm des Geschlechts von Trautzschen, das seinen Namen vermutlich vom Ort Trautzschen bei Elstertrebnitz erhielt und bereits im 14. Jahrhundert durch Herrmann von Drautschen (1331) und Kunz von Druzschen (1372) belegt ist.

## Werke
- Stammbuch des Kgl. Sächs. Obristen zu Dresden Hans Carl Heinrich von Trautzschen. Sächsische Landesbibliothek – Staats- und Universitätsbibliothek Dresden (SLUB), Signatur: Mscr.Dresd.R.291.o (1752–1784).
- Militairische und litterarische Briefe. Leipzig 1769.
- Vermischte Schriften des Verfassers der militairischen Briefe. Chemnitz 1771.
- Deutsches Theater. Leipzig 1772–1773.
  - Nachdruck: Sammlung von theatralischen Original-Schauspielen. Prag 1774.
- Historische Tabellen, welche das merkwürdigste der alten, mittlern und neuen Geschichte enthalten, nebst einer geographischen Tabelle. Leipzig, 1772 ff.
- Grundsätze der Taktik, nach ihrer Theorie, zur Erlernung der Kriegskunst und ihrer praktischen Anwendung bey verschiedenen Vorfällen des Kriegs, in einem Auszuge aus dem Französischen. Dresden 1777.
  - (Original von Sinclaire: Institutions militaires ou traite elementaire de Tactique.)
- Zwey Standreden, den Kriegsministern von Gersdorff und Stutterheim gehalten. Dresden 1789.